# صديقة وشي
صديقة عبد الرحيم وشي (1955–2018)، هي أحد النساء السودانيات الرائدات، مربية التعليم المهني، باحثه وخبيره في التنمية والتغذية، كانت قد أشرفت على العديد من طلاب الدراسات العليا، وأشرفت على البحوث حول التفاوتات بين الجنسين في التغذية في السودان
عملت صديقة كأستاذة في علوم الأسرة والمستهلكين / التغذية المجتمعية وأستاذة في مركز التغذية للتدريب والبحث في جامعة الأحفاد للنساء في السودان، حيث عملت سابقاً عميدًا لكلية علوم الأسرة / الصحة. كانت لها مساهمة في السكان والصحة الإنجابية والتغذية، ونشرت أكثر من 20 مقالة في المجلة، وكتاب عن التغذية العلاجية، والعديد من الأعمال الأكاديمية الأخرى المؤثرة.شاركت وقدمت ورقات حول المؤتمرات الدولية حول حقوق المرأة.

## التعليم
بكالوريوس العلوم، جامعة الأحفاد، 1981.
بكالوريوس العلوم، جامعة قطر، 1984.
ماجستير العلوم، جامعة ولاية آيوا، 1988.
دكتور في الفلسفة، جامعة ولاية آيوا، 1992.

## المسيرة المهنية
عملت صديقة كمعلمة في مدرسة وادي سيدنا الابتدائية، أمدرمان، السودان، 1974-1979 ؛ ثم انتقلت لتصبح معلمة في مدرسة ثانوية، في المدرسة الهندية الإسلامية، الدوحة، قطر، 1984-1985.التحقت بالدرجة الأولى بجامعة الأحفاد للنساء كمساعد تعليمي من عام 1985 حتى عام 1986.
عملت صديقة كمساعد باحث، بجامعة ولاية أيوا، أميس، 1986-1988 .
محاضرة في مدرسة العلوم الأسرية، أحفاد للنساء، أم درمان، 1988-1990 .
منسقة ورشة العمل الدولية احفاد للنساء، امدرمان، 1989. باحثة رئيسية منظمة الصحة العالمية، الإسكندرية، مصر، 1990.
تم اختيارها لتكون رئيس الفدرالية العالمية للاقتصاد المنزلي
عادت صديقة  للاحفاد كمحاضر لتبتعث  مرة أخرى لجامعة ايوا في عام 1990  لنيل درجة الدكتوراة حيث عادت في 1992  للعمل بالاحفاد كأستاذ مساعد وتولت عمادة المدرسة في الفترة من 1993حتى 1997 حيث انتدبت لجامعة الملك سعود بالرياض حيث عملت لمدة خمس سنوات كأستاذ مشارك ورئيس لقسم التغذية بكلية الزراعة. عادت بعدها للاحفاد في 2002  ثم انتدبت مرة أخرى لجامعة الإمارات المتحدة كأستاذ في التغذية في الفترة 2009 إلى  2014  ثم عادت للاحفاد كأستاذ لعلوم التغذية ومدير لمكتب ضبط الجودة بالجامعة.
وتعود جزور فكرة جامعة الاحفاد إلى رؤية الشيخ بابكر بدري الذي اسس أول مردسة لتعليم البنات في السودان عام 1907, ويؤكد بروفسور قاسم بدري ان صديقة اتسمت في جميع مراحل عملها بالجدية والالتزام بالمعايير المهنية العالية فضلا عن نشاطها ومشاركتها في جميع مناشط الجامعة نهاراً أو مساءً.
تم انتخاب البروفيسور صديقة عبد الرحيم وشي رئيسة للفيدرالية العالمية للاقتصاد المنزلي وذلك في اجتماع للفيدرالية بكوريا الجنوبية في الفترة من29 يوليو وحتي 5اغسطس الحالي والتي مقرها بالمانيا.

## أعمالها الأدبية
- التغذية العلاجية صديقة عبد الرحيم وشي
- اهتمامات أخرى المهن: القراءة، التنشئة الاجتماعية. من مواليد 5 مارس 1955 ؛ السوداني، الجنسية؛ منحة المستلمين - صندوق الأمم المتحدة للأنشطة المستقبلة - صندوق الأمم المتحدة للأنشطة السكانية، 1990 http://p30678.typo3server.info/fileadmin/user_upload/council_congress_2008/Speakers___Programme/Sidiga_Washi_Introduction.pdf
- لها أكثر من 50 بحثا منشورا في المجلات العلمية المتخصصة المحلية والإقليمية والعالمية

## روابط خارجية
- ضيف على الكي بي اس: د. صدّيقة عبد الرحيم وشي: مشاكل المرأة متشابهة في كل العالم
- برنامج أمنا حواء 2017م على قناة انغام الفضائية ● الحلقة العاشرة كاملةً ● مع البروف صديقة عبد الرحيم أوشي